# Nychiodes syriaca
Nychiodes syriaca là một loài bướm đêm trong họ Geometridae.